# Preußische Nacht
Preußische Nacht ist der Titel eines deutschen Fernsehfilms aus dem Jahr 1981 unter der Regie von Oswald Döpke nach einem Drehbuch von Manfred Bieler. Der Film wurde am 14. September 1981 im ZDF erstaufgeführt.

## Handlung
In seiner Sterbenacht ruft Friedrich der Große nach seiner Frau Elisabeth Christine. Damit beginnt ein Gespräch zwischen den Eheleuten, die sich in Friedrichs Regierungszeit nur selten gesehen und dabei nur wenig Worte gewechselt haben. In einem langen Zwiegespräch geht Elisabeth Christine der Politik ihres Mannes auf den Grund. Friedrich erkennt, dass seine Frau ihn stets geliebt hat.